# Ješetice
Ješetice är en ort i Tjeckien.   Den ligger i regionen Mellersta Böhmen, i den centrala delen av landet, 60 km söder om huvudstaden Prag. Ješetice ligger 510 meter över havet och antalet invånare är 131.
Terrängen runt Ješetice är platt åt nordost, men åt sydväst är den kuperad. Runt Ješetice är det ganska glesbefolkat, med 29 invånare per kvadratkilometer. Närmaste större samhälle är Tábor, 18,8 km söder om Ješetice. Omgivningarna runt Ješetice är en mosaik av jordbruksmark och naturlig växtlighet.